# Фултън (окръг, Джорджия)
Окръг Фултън (на английски: Fulton County) е окръг в щата Джорджия, Съединени американски щати. Площта му е 1386 km², а населението - 1 020 104 души. Административен център е град Атланта.